# Discorbinellopsis
Discorbinellopsis es un género de foraminífero bentónico considerado un sinónimo posterior de Discorbinella de la subfamilia Discorbinellinae, de la familia Discorbinellidae, de la superfamilia Discorbinelloidea, del suborden Rotaliina y del orden Rotaliida. Su especie tipo era Discorbinellopsis symmetrica. Su rango cronoestratigráfico abarcaba el Holoceno.

## Clasificación
Discorbinellopsis incluía a la siguiente especie:
- Discorbinellopsis symmetrica